# Авгору
Авго̀ру (на гръцки: Αυγόρου) е село в Кипър, окръг Фамагуста. Според статистическата служба на Република Кипър през 2001 г. селото има 4002 жители.
Намира се близо до Френарос.